# Xico (kommun)
Xico är en kommun i Mexiko.   Den ligger i delstaten Veracruz, i den sydöstra delen av landet, 220 km öster om huvudstaden Mexico City.
Följande samhällen finns i Xico:
- Xico
- Colonia Rodríguez Clara
- Xico Viejo
- Los Pocitos
- Micoxtla
- Cruz Blanca
- La Chivería
- Ixóchitl
- San José Paso Nuevo
- El Filo
- El Chorrito